# Dana Černá
Dana Černá (* 31. května 1970 Jablonec nad Nisou) je česká herečka.

## Životopis
Vystudovala herectví na Pražské konzervatoři a již během studia hostovala v královéhradeckém divadle. V roce 1990 nastoupila do angažmá v Městském divadle Kladno, poté přešla do Mladé Boleslavi. V letech 2000 až 2019 byla v ansámblu pražského Činoherního klubu. Má dvě dcery, Kláru a Vandu. Klára si v dětství zahrála na prknech Činoherního klubu, ve hře Mariny Carr U kočičí bažiny.
Je známá především jako dabérka. Svůj hlas propůjčila například Claire Forlani v dramatu Seznamte se, Joe Black, Umě Thurman ve filmu Pulp Fiction: Historky z podsvětí nebo Kristin Davis v seriálu Sex ve městě. Kromě dabingu také načítá audioknihy a pracuje v rozhlase.
V roce 2014 ztvárnila Gabrielu Hvozdíkovou v seriálu Cirkus Bukowsky. Roli si zopakovala i v seriálovém spin-offu s názvem Rapl. V roce 2018 si zahrála hlavní ženskou roli v televizním filmu Můj strýček Archimedes, jejího partnera ztělesnil Ondřej Vetchý.

## Filmografie

### Film
| Rok  | Název                          | Role                                                              |
| ---- | ------------------------------ | ----------------------------------------------------------------- |
| 1995 | Katrin a Rut (studentský film) | Rut                                                               |
| 1996 | Kouzelný měšec                 | Blanka (hlas)                                                     |
| 1998 | Je třeba zabít Sekala          | Anežka (hlas)                                                     |
| 2006 | Po hlavě... do prdele          | Magdaléna                                                         |
| 2012 | Probudím se včera              | Květa                                                             |
| 2012 | Mezi Světy (studentský film)   | matka                                                             |
| 2019 | Pražské orgie                  | Olga (pouze hlas; nadabovala do češtiny herečku Xeniju Rappoport) |
| 2019 | Dusno (studentský film)        | Stela Urbanová                                                    |

### Televize
| Rok       | Název                                                        | Role                   | Poznámky                                 |
| --------- | ------------------------------------------------------------ | ---------------------- | ---------------------------------------- |
| 1995      | Muž v pozadí                                                 | služka Simona          | seriál                                   |
| 1997      | Liščí doupě                                                  | Lišková                | televizní film                           |
| 1997      | Čarodějné námluvy                                            | princezna              | televizní film                           |
| 2000      | Český Robinson                                               | managerka              | televizní film                           |
| 2001      | Otec neznámý aneb Cesta do hlubin duše výstrojního náčelníka | Kučerová               | televizní film                           |
| 2002      | Černý slzy                                                   |                        | televizní film                           |
| 2004      | Redakce                                                      | Karolína Böhmová       | seriál, díl: „Dopis“                     |
| 2005      | 11er Haus                                                    | Martiny Vytlacil       | seriál                                   |
| 2006      | Oběti                                                        | realitní agentka       | seriál, díl: „Nevlastní bratr“           |
| 2008      | Kriminálka Anděl                                             | doktorka Maxová        | seriál, díl: „Čarodějnice“               |
| 2008      | Nemocnice na kraji města – nové osudy                        | fyzioterapeutka Vlasta | seriál                                   |
| 2013      | Případ pro rybáře                                            | Tylínková              | televizní film                           |
| 2014      | Cirkus Bukowsky                                              | Gabriela Hvozdíková    | seriál                                   |
| 2016      | Pravý rytíř                                                  |                        | televizní film                           |
| 2016–2019 | Rapl                                                         | Gabriela Hvozdíková    | seriál                                   |
| 2017      | Bohéma                                                       |                        | seriál, díl: „Snad to nebude tak hrozné“ |
| 2018      | Můj strýček Archimedes                                       | Penelope               | televizní film                           |
| 2018      | Polda                                                        | Pavla Hertlová         | seriál, díl: „Šikana“                    |
| 2018      | Vůně kyperské kuchyně s Miroslavem Donutilem                 | vypravěčka (hlas)      | televizní pořad                          |
| 2019      | Specialisté                                                  | Krásová                | seriál, díl: „Chlad“                     |
| 2020      | Herec                                                        | sekretářka             | seriál                                   |
| 2020      | Modrý kód                                                    | Mgr. Ester Stárková    | seriál                                   |
| 2020      | Vůně albánské kuchyně s Miroslavem Donutilem                 | vypravěčka (hlas)      | televizní pořad                          |
| 2021      | Božena                                                       | Hůlková                | seriál, 1. díl                           |
| 2021      | Hlava Medúzy                                                 | doktorka Sokolová      | seriál                                   |
| 2021      | Anatomie života                                              | Makovská               | seriál, díl: „Nebezpečné rande“          |
| 2021      | Ochránce                                                     | učitelka               | díl: Veřejný nepřítel                    |
| 2022      | Šéfka                                                        | Kuchařová              | seriál, díl: Odhalení                    |
| 2022      | Případy mimořádné Marty                                      | Eva Rybová             | seriál, díl: Křížový steh                |
| 2022      | Odznak Vysočina                                              | Petra Režňáková        | seriál, díl: Spirála                     |

## Divadelní role, výběr
- 2002 Luigi Chiarelli: Maska a tvář, Elisa Zanottiová, Činoherní klub, režie Ladislav Smoček
- 2005 Jean-Jacques Bricaire, Maurice Lasaygues: Velká zebra aneb Jakže se to jmenujete?, Sabine, Divadlo Palace, režie Petr Palouš[8]
- 2006 Christopher Hampton: Nebezpečné vztahy, paní de Tourvel, Činoherní klub, režie Ladislav Smoček
- 2005 Georges Feydeau: Dámský krejčí, Róza, Činoherní klub, režie Martin Čičvák
- 2010 Miroslav Krleža: Léda (Manželskonemanželská povídka), Klára, Činoherní klub, režie Ladislav Smoček
- 2013 Mike Bartlett: Smluvní vztahy, Nadřízená, Divadlo Viola, režie Lída Engelová
- 2015 Viktoria Hradská: Commedia finita, účinkující, Divadlo Viola, režie Lída Engelová[9]
- 2016 Martin McDonagh: Kati, Alice Wadeová, Činoherní klub, režie Ondřej Sokol

## Dabingové role, výběr
- 1994 Sex ve městě: Charlotte York (Kristin Davisová)
- 1995 Melrose Place: Jo Reynolds (Daphne Zuniga)
- 1995 Pulp Fiction: Historky z podsvětí: Mia Wallace (Uma Thurman)
- 1995 Star Wars: Epizoda IV – Nová naděje, Star Wars: Epizoda V – Impérium vrací úder a Star Wars: Epizoda VI – Návrat Jediů: princezna Leia (Carrie Fisher)
- 1999 Seznamte se, Joe Black: Susan Parrishová (Claire Forlani)
- 2004 Beze stopy: Samantha Spade (Poppy Montgomery)
- 2005–2006 Terra Nostra: Giuliana Esplendore Battistella (Ana Paula Arósio)
- 2006 Zoufalé manželky: Susan Mayer (Teri Hatcherová)
- 2007 Plastická chirurgie s. r. o.: Gina Russo (Jessalyn Gilsig)
- 2019 Malé ženy: Marmee Marchová (Laura Dernová)
- 2019 Deštivý den v New Yorku: Terry (Kelly Rohrbachová)
- 2019 Sexuální výchova: Jean Milburnová (Gillian Andersonová)
- 2020 Jak býti dobrou ženou: Paulette Van der Becková (Juliette Binocheová)
- 2021 Jako v bavlnce: Marla Graysonová (Rosamund Pikeová)